# Licania boyanii
Licania boyanii är en tvåhjärtbladig växtart som beskrevs av Thomas Gaskell Tutin. Licania boyanii ingår i släktet Licania och familjen Chrysobalanaceae. Inga underarter finns listade i Catalogue of Life.